# Muara Maung
Muara Maung is een bestuurslaag in het regentschap Lahat van de provincie Zuid-Sumatra, Indonesië. Muara Maung telt 1012 inwoners (volkstelling 2010).